# Helgi (Wölsungen)

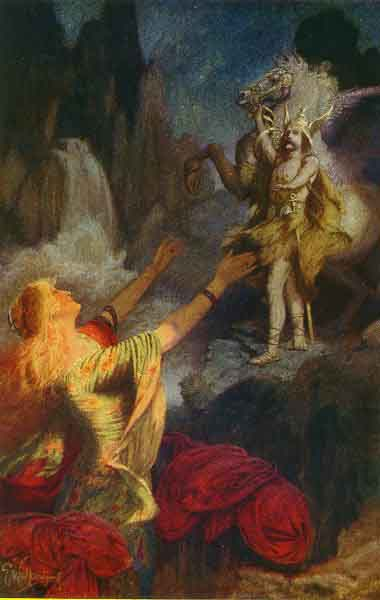
Ernest Wallcousins: Helgi Hundingsbani kommt nach Walhall

Helgi, genannt der Hundingstöter (Helgi Hundingsbani), ist eine Figur aus den Heldenliedern der Edda. Er war ein Sohn von Sigmund und Borghild von Bralund. Sein Bruder aus dieser Verbindung hieß Hamund.
Mit seiner Zwillingsschwester Signy hatte sein Vater bereits einen Sohn, Sinfiötli, gezeugt. Daher war Sinfiötli Helgis Halbbruder und gleichzeitig sein Neffe. Die Familie der Wölsungen wird manchmal auch Uelfinge (Wölflinge) genannt, da Sigmund und Sinfiötli eine Zeit lang als Werwölfe gelebt hatten. Ein mächtiger Feind war Hunding, der König von Hundland. Er hatte viele Söhne, die dauernd auf Heerfahrt waren. Der Unfriede ging so weit, dass die Familien sich gegenseitig die Freunde erschlugen.
Helgi begab sich auf eine Kriegsfahrt und tötete König Hunding, wodurch er den Namen Hundingstöter (Hundingsbani) erhielt.
Er lag mit seinen Schiffen am Strand von Brunawagir, ließ von seinen Leuten Vieh zusammentreiben und schlachten. Sigrun, die wiedergeborene Walküre Swawa, Tochter König Högnis, ritt zum Strand und fragte, was die ganzen Leute hier wollten, wer sie seien und wo sie herkämen.
Helgi antwortete: „Ich bin ein Uelfingensohn, komme von westlich übers Meer und jagte Bären in Bragalundr.“
Aber Sigrun als Walküre wusste besser Bescheid, da sie in der Schlacht gegen Hunding und seine Söhne gerade Dienst gehabt hatte.
Später wurde sie von ihrem Vater gegen ihren Willen verlobt, weshalb sie Helgi um Hilfe bat, die dieser auch gern gewährte. Sie verliebten sich ineinander und scherten sich nicht um die Meinung Högnis.
Högnis und der Verlobte von Sigrun riefen zum Krieg, an dem auch Sinfiötli teilnahm. In der Schlacht wurde Sigruns Vater getötet und nur dessen Sohn, ihr Bruder Dag, überlebte und leistete den Wölsungen durch Eid gebunden Gefolgschaft.
Nun konnten Sigrun und Helgi endlich in Ruhe heiraten und Söhne bekommen. Aber Dag sann auf Rache, er opferte Odin zur Vergeltung des Todes seines Vaters. Odin lieh ihm seinen Speer Gungnir. Damit durchbohrte er den nichtsahnenden Helgi, der daran starb. Dann brachte Dag seiner Schwester die Nachricht von der Rache.
Helgi wurde in einem Hügelgrab bestattet, aber als er in Walhall einzog, kam Odin und bot ihm an, die Herrschaft mit ihm zu teilen. Odin war der Urahn von Helgi und über Sigi, Rerir, Wölsung und seinem Vater mit Helgi verwandt, was möglicherweise dieses ungewöhnliche Angebot erklärt.
Am Abend ging Sigruns Magd zum Grabhügel und sah, dass Helgi dort umherritt. Obwohl sie glaubte, ihren Augen nicht zu trauen, rannte sie trotzdem so schnell sie konnte zu Sigrun und erzählte ihr, dass ihr Mann mit großem Gefolge am Hügel sei.

Sigrun ging hin und verbrachte noch eine Nacht mit ihrem Mann, der am nächsten Morgen wieder los musste. An diesem und den nächsten Abenden wartete sie vergeblich auf ihn. Nun lebte sie auch nicht mehr lange, weil sie vor Kummer verging.
Angeblich sollen sie als Helgi Haddingia und Kara wiedergeboren worden sein, so heißt es jedenfalls in den Kara-Liedern.